# Gouden Sikkel

Belangrijkste opium/heroïneproducerende regio's

De Gouden Sikkel is de naam voor een van de belangrijkste opiumproducerende gebieden in Azië. Het gebied wordt zo genoemd omdat de vorm van het gebied aan de vorm van een sikkel doet denken. De Gouden Sikkel strekt zich over de bergachtige buitengebieden van drie  landen uit; Afghanistan, Pakistan en Iran.
In 1991 werd Afghanistan de grootste opiumproducent ter wereld. Hiervoor was dat Myanmar, onderdeel van de Gouden Driehoek.
De Gouden Sikkel kent een veel langere geschiedenis betreffende de opiumproductie, dan de Gouden Driehoek. Dit ondanks dat de Gouden Sikkel zich in de jaren zeventig van de twintigste eeuw ontwikkelde als een modern opium producerend gebied, nadat de Gouden Driehoek dit al in de jaren vijftig had gedaan.